# Jana Švandová

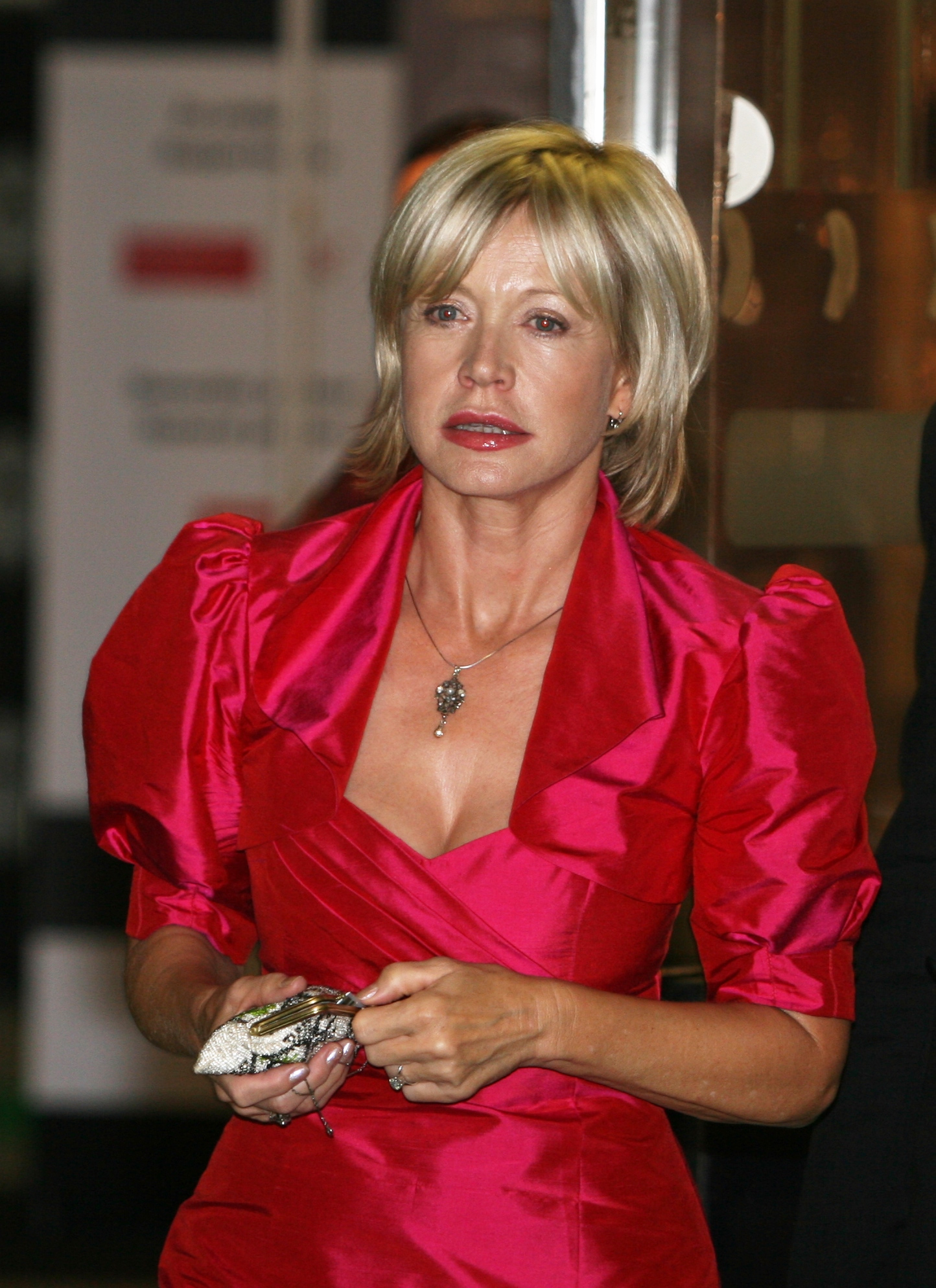
Jana Švandová (2008)

Jana Švandová (* 3. Juli 1947 in Prag, Tschechoslowakei) ist eine tschechische Schauspielerin.

## Biografie
Ursprünglich wollte Jana Švandová Archäologie studieren, entschloss sich allerdings zu einem Schauspielstudium an der Janáček-Akademie für Musik und Darstellende Kunst Brünn (JAMU). Dank eines Stipendiums studierte sie auch sechs Monate lang in Paris. Anschließend spielte sie Theater in České Budějovice und in Prag, unter anderem am Hudební divadlo Karlín. Ihr Leinwanddebüt gab sie in der 1969 erschienenen und von Günter Hendel inszenierten deutschen Sexkomödie Graf Porno und die liebesdurstigen Töchter.
Švandová ist mit ihrem Manager Pavel Satorie verheiratet und hat einen erwachsenen Sohn aus einer früheren Beziehung.

## Filmografie (Auswahl)
- 1969: Graf Porno und die liebesdurstigen Töchter
- 1971: Am Anfang des Weges (Svět otevřený náhodám)
- 1972: Das Geheimnis des großen Erzählers (Tajemství velikého vypravěče)
- 1972: Ich springe über Pfützen (Už zase skáču přes kaluže)
- 1974: Liebende im Jahre eins (Milenci v roce jedna´)
- 1975: Anonyme Anzeige (Zatykač na královnu)
- 1975: Der Tag, der die Welt veränderte (Sarajevský atentát)
- 1976: Das dritte Semester (Plavení hříbat)
- 1976: Die kleine Meerjungfrau (Malá mořská víla)
- 1976: Palette der Liebe (Paleta lásky)
- 1977: Lauf, damit dir nichts davonläuft (Běž, ať ti neuteče)
- 1978: Der Conferencier (Wodzirej)
- 1978: Gesichter hinter Glas (Tvář za sklem)
- 1980: Verfolgt und verdächtigt (Stíhán a podezřelý)
- 1985: Bin ich etwa Oskar? (Já nejsem já)
- 1985: Die Zuckerbaude (Cukrová bouda)
- 1985: Razzia (Zátah)
- 1986: Antonys Chance (Antonyho šance)
- 1988: Hamster im Nachthemd (Křeček v noční košili, Fernsehserie, sechs Folgen)
- 1991: Das Schicksal des Freiherrn von Leisenbohg (L'amour maudit de Leisenbohg)
- 1991: Prager Bettleroper (Žebrácká opera)
- 1993: Exzesse im Frauengefängnis (Chained Heat 2)
- 1995: Der Garten (Zahrada)